# Camponotus barbarossa
Camponotus barbarossa är en myrart som beskrevs av Carlo Emery 1920. Camponotus barbarossa ingår i släktet hästmyror, och familjen myror.

## Underarter
Arten delas in i följande underarter:
- C. b. barbarossa
- C. b. micipsa
- C. b. sulcatinasis